# Tony Guldbrandzén
Nils Tony Guldbrandzén, född 10 oktober 1942 i Kristinehamn, död 15 april 2010 i Tumba, var en svensk präst och biskop i Härnösands stift inom Svenska kyrkan. 

## Biografi

### Utbildning och tjänst i EFS
Tony Guldbrandzén växte upp i Värmland och var tidigt engagerad i Evangeliska Fosterlandsstiftelsen, EFS, inom Svenska kyrkan. Han studerade vid rörelsens skolor: först Hagabergs folkhögskola i Södertälje och sedan predikantutbildningen på Johannelunds teologiska högskola i Uppsala 1960–1964. Han kallades som predikant eller pastor i EFS-kyrkan i Enköping 1965, innan han läste vidare och prästvigdes i Uppsala domkyrka 13 juni 1967. Han återvände till Enköping för sin tjänstgöring som pastorsadjunkt.

### Präst i Svenska kyrkan
Som 30-åring var Guldbrandzén anställd som kyrkoadjunkt i Tumba församling 1972–1974, när han avlade teologie kandidatexamen och därefter anställdes som komminister i samma församling.
Han blev 1977 förlagschef för EFS-förlaget och 1981 för Verbum. Han återvände till Tumba församling som kyrkoherde 1987–1994. Som kyrkoherde i Farsta församling 1994–1999 blev han även utsedd till kontraktsprost i Enskede kontrakt 1996–1999. Under en tid var Guldbrandzén ledamot av kyrkomötet, invald i Stockholms stifts valkrets. Han kandiderade för nomineringsgruppen Partipolitiskt obundna i Svenska kyrkan, POSK, och var 2000–2001 ordförande för nomineringsgruppen på riksnivå. Guldbrandzén utsågs till domprost i Stockholms domkyrkoförsamling 1999. 

### Biskop
I februari 2001 var Guldbrandzén en av fem kandidater i biskopsvalet i Härnösands stift. Han vann den första valomgången med 140 av 350 avlagda röster, men eftersom han inte fick mer än 50 % av rösterna ställdes han mot tvåan Ingemar Söderström i en andra valomgång. Den 1 mars valdes han till stiftets biskop med 205 mot 127 röster i den andra och avgörande omröstningen. Som biskop valde han valspråket: Gud verkar - uppmuntra varandra. Sin vapensköld som biskop lät han bland annat innehålla symboler som anknöt till hans bakgrund i EFS.
Som biskop engagerade sig Guldbrandzén sig i flera politiska frågor, och ansåg att det var en biskops roll att vara politisk men inte partipolitisk. Särskilt migrationspolitiken engagerade honom, och han var bland annat aktiv i debatten kring de apatiska flyktingbarnen. Han ställde sig också bakom påskuppropet för flyktingamnesti och att människor gömmer papperslösa flyktingar.
Guldbrandzén lämnade biskopsämbetet i november 2009, då han gick i pension.

### Familjeförhållanden
Tony Guldbrandzén avled 2010, och är begravd på Lilla Dalens begravningsplats nära Tumba. Han var gift med Britt Guldbrandzén och hade tre barn. Han var brorson till komministern Alfred Guldbrandzen.